# Borohrádek
Borohrádek là một thị trấn thuộc huyện Rychnov nad Kněžnou, vùng Královéhradecký, Cộng hòa Séc.